# XXIII Premis Goya
La XXIIIa edició dels Premis Goya (oficialment en castellà: Premios Anuales de la Academia "Goya") va tenir lloc al Palau de Congressos de la ciutat de Madrid (Espanya) l'1 de febrer de 2009 i fa referència a aquelles produccions realitzades el 2008. Prèviament el 18 de desembre de 2008 s'havien donat a conèixer a Madrid les candidatures als premis a Madrid per part dels actors Manuela Velasco i José Luis Torrijo.
La presentació de la gala va anar a càrrec de l'actriu Carmen Machi i dels humoristes Muchachada Nui.
La gran guanyadora de la nit fou Camino de Javier Fesser, que aconseguí guanyar 6 de les 7 nominacions que obtingué, entre elles millor pel·lícula, director, actriu, actor secundari i guió original. La pel·lícula amb més nominacions fou Los girasoles ciegos de José Luis Cuerda, si bé únicament guanyà un premi (millor guió adaptat) de les 15 estatuetes a les quals optava. La seguí Sólo quiero caminar d'Agustín Díaz Yanes amb 11 nominacions, si bé també únicament aconseguí un premi, millor fotografia. La gran perdedora de la nit fou Sangre de mayo de José Luis Garci, que amb 7 nominacions no aconseguí cap premi.

## Nominats i guanyadors
| Millor pel·lícula | Millor director |
| --- | --- |
| - Camino - Los crímenes de Oxford - Los girasoles ciegos - Sólo quiero caminar | - Javier Fesser per Camino - Álex de la Iglesia per Los crímenes de Oxford - José Luis Cuerda per Los girasoles ciegos - Agustín Díaz Yanes per Sólo quiero caminar |
| Millor actor | Millor actriu |
| - Benicio del Toro per Che, el argentino - Javier Cámara per Fuera de carta - Raúl Arévalo per Los girasoles ciegos - Diego Luna per Sólo quiero caminar | - Carme Elías per Camino - Verónica Echegui per El patio de mi cárcel - Ariadna Gil per Sólo quiero caminar - Maribel Verdú per Los girasoles ciegos |
| Millor actor secundari | Millor actriu secundària |
| - Jordi Dauder per Camino - José Ángel Egido per Los girasoles ciegos - Fernando Tejero per Fuera de carta - José María Yazpik per Sólo quiero caminar | - Penélope Cruz per Vicky Cristina Barcelona - Elvira Mínguez per Covards - Rosana Pastor per La conjura de El Escorial - Tina Sáinz per Sangre de mayo |
| Millor guió original | Millor guió adaptat |
| - Javier Fesser per Camino - Dionisio Pérez, José Antonio Quirós i Ignacio del Moral per Cenizas del cielo - Chus Gutiérrez i Juan Carlos Rubio per Retorno a Hansala - Agustín Díaz Yanes per Sólo quiero caminar | - Rafael Azcona i José Luis Cuerda per Los girasoles ciegos - Peter Buchman per Che, el argentino - Jorge Guerricaechevarría i Álex de la Iglesia per Los crímenes de Oxford - Ángeles González-Sinde per Una palabra tuya |
| Millor director novell | Millor direcció de producció |
| - Santiago Zannou per El truco del manco - Irene Cardona per Un novio para Yasmina - Belén Macías per El patio de mi cárcel - Nacho Vigalondo per Los cronocrímenes | - Rosa Romero per Los crímenes de Oxford - Cristina Zumárraga per Che, el argentino - Emiliano Otegui per Los girasoles ciegos - Rafael Cuervo i María Pedraza per Sólo quiero caminar |
| Millor actor revelació | Millor actriu revelació |
| - El Langui per El truco del manco - Luis Bermejo per Una palabra tuya - Álvaro Cervantes per El juego del ahorcado - Martín Rivas per Los girasoles ciegos | - Nerea Camacho per Camino - Farah Hamed per Retorno a Hansala - Esperanza Pedreño per Una palabra tuya - Ana Wagener per El patio de mi cárcel |
| Millor pel·lícula hispanoamericana | Millor pel·lícula europea |
| - La buena vida d'Andrés Wood ( Xile) - Acné de Federico Veiroj ( Uruguai) - Lake Tahoe de Fernando Eimbcke ( Mèxic) - Perro come perro de Carlos Moreno ( Colòmbia) | - 4 mesos, 3 setmanes i 2 dies de Cristian Mungiu ( Romania) - Auf der anderen Seite de Fatih Akın ( Alemanya) - El noi del pijama de ratlles de Mark Herman ( Regne Unit) - El cavaller fosc de Christopher Nolan ( Regne Unit) |
| Millor fotografia | Millor muntatge |
| - Paco Femenía per Sólo quiero caminar - Carlos Suárez Morilla per La conjura de El Escorial - Hans Burmann per Los girasoles ciegos - Félix Monti per Sangre de mayo | - Alejandro Lázaro per Los crímenes de Oxford - Nacho Ruiz Capillas per Los girasoles ciegos - Iván Aledo per Mortadelo y Filemón. Misión: Salvar la Tierra - José Salcedo per Sólo quiero caminar |
| Millor direcció artística | Millor vestuari |
| - Antxón Gómez per Che, el argentino - Luis Vallés per La conjura de El Escorial - Balter Gallart per Los girasoles ciegos - Gil Parrondo per Sangre de mayo | - Lala Huete per El Greco - Javier Artiñano per La conjura de El Escorial - Sonia Grande per Los girasoles ciegos - Lourdes de Orduña per Sangre de mayo |
| Millor so | Millor música |
| - Jorge Mira, Jorge Marín, Maite Rivera i Daniel de Zayas per Tres días - David Calleja per Amores locos - Ricardo Steinberg, María Steinberg i Alfonso Raposo per Los girasoles ciegos - Miguel Rejas i José Antonio Bermúdez per Sangre de mayo - Pierre Gamet, Christophe Vingtrinier i Patrice Grisolet per Sólo quiero caminar | - Roque Baños per Los crímenes de Oxford - Alberto Iglesias per Che, el argentino - Lucio Godoy per Los girasoles ciegos - Bingen Mendizábal per El juego del ahorcado |
| Millor maquillatge | Millors efectes especials |
| - José Quetglas, Blanca Sánchez i Mar Paradela per Mortadelo y Filemón. Misión: Salvar la Tierra - José Quetglas i Nieves Sánchez per La conjura de El Escorial - Silvie Ymbert i Fermín Galán per Los girasoles ciegos - Romana González, Alicia López i Josefa Morales per Sangre de mayo                                         | - Raúl Romanillos, Pau Costa, José Quetglas, Eduardo Díaz, Álex Grau i Chema Remacha per Mortadelo y Filemón. Misión: Salvar la Tierra - Raúl Romanillos, Arturo Balseiro i Ferrán Piquer per Camino - Juan Ramón Molina i Alberto Nombela per Sangre de mayo - Reyes Abades, Rafa Solórzano i Alejandro Vázquez per Sólo quiero caminar |
| Millor cançó | Millor curtmetratge de ficció |
| - Woulfrank Zannou i El Langui per El truco del manco (A tientas) - Juan Pablo Compaire per El patio de mi cárcel (Podemos volar juntos) - Tao Gutiérrez per Retorno a Hansala (Manousal) - Javier Laguna, José Ángel Tabeada i Antonio Manuel Mellado per Una palabra tuya (Entre tu balcón y mi ventana)                          | - Miente d'Isabel de Ocampo - El encargado de Sergio Barrejón - Final d'Hugo Martín Cuervo - Machu-Pichu de Hatem Khraiche Ruíz-Zorrilla - Porque hay cosas que nunca se olvidan de Luis Figueroa |
| Millor pel·lícula d'animació | Millor curtmetratge d'animació |
| - El lince perdido de Manuel Sicilia i Raúl García - Donkey Xote de José Pozo - L'esperit del bosc de David Rubín i Juan Carlos Pena - RH+, el vampiro de Sevilla d'Antonio Zurera | - La increíble historia del hombre sin sombra de José Esteban Alenda - El ataque de los kriters asesinos de Samuel Orti - Espagueti western de Sami Natsheh - Malacara y el misterio del bastón de roble de Luis Tinoco - Rascal's street de María Monescillo, David Priego i Marcos Valin                                               |
| Millor pel·lícula documental | Millor curtmetratge d'animació |
| - Bucarest, la memòria perduda d'Albert Solé - El pollo, el pez y el cangrejo real de José Luis López-Linares - El último truco. Emilio Ruiz del Río de Sigfrid Monleón - Old man Bebo de Carlos Carcas | - Héroes. No hacen falta alas para volar d'Ángel Loza - Harraga de Patricia Fernández i Mario de la Torre - La clase de Beatriz Sanchís - Soy Meera Malik de Marcos Borregón |
| Goya d'honor | |
| - Jesús Franco (director, actor, guionista, compositor, productor i muntador) | |